# 大阪府立住之江支援学校
大阪府立住之江支援学校（おおさかふりつ すみのえしえんがっこう）は、大阪府大阪市住之江区緑木一丁目にある特別支援学校。
知的障害のある児童・生徒を対象とした支援教育を行なう学校で、小学部・中学部・高等部を設置している。大阪市では6番目の大阪市立養護学校として、1978年に現在地に開校した。2016年に大阪府に移管された。

## 沿革[1]
- 1978年4月1日 - 大阪市立住之江養護学校として開校。小学部・中学部・高等部を設置。
- 1978年10月31日 - 校歌・校章制定。この日を創立記念日とする。
- 1981年5月26日 - 校舎竣工記念式典を実施。
- 2009年4月1日 - 大阪市立住之江特別支援学校に改称。
- 2016年4月1日 - 大阪府に移管。大阪府立住之江支援学校に改称。
- 2024年4月1日 - 大阪府立出来島支援学校の開校に伴い通学区域を再編。

## 通学区域[2]
- 住之江区
- 阿倍野区

## 交通
- Osaka Metro四つ橋線 北加賀屋駅 西へ約330m。